# Rachid Hafassa
Rachid Hafassa, né le 25 novembre 1967 à Cannes, est un acteur français.
Il est notamment connu pour son rôle de Karim Fedala de 2009 à 2022 dans Plus belle la vie sur France 3.

## Biographie
Rachid Hafassa est originaire du Suquet, un quartier de Cannes. 
Il est formé à L'École Régionale des Acteurs de Cannes (ERAC). Il est de la même promotion qu'Anne Décis (Luna Torres dans Plus belle la vie) et une promotion après Ludovic Baude (Benoît Cassagne dans Plus belle la vie).[réf. nécessaire]
Il commence sa carrière en 1996. 
En 2009, il se fait connaître pour son rôle de Karim Fedala dans Plus belle la vie sur France 3, qu'il tient jusqu'en 2022.

## Affaires judiciaires
En mars 2024, il est interpellé et placé en garde-à-vue à Marseille pour une agression physique et verbale sur un chauffeur de bus,. Il se trouvait en état d'ébriété lors de l’intervention des forces de l’ordre, qui ont découvert que l’homme avait porté deux coups de poing au visage du chauffeur de bus, d’origine comorienne, le tout accompagné d’insultes racistes. Le 29 mars, jugé en comparution immédiate, il est condamné à six mois de prison avec sursis.

## Filmographie

### Cinéma
- 1996 :  Hercule et Sherlock de Jeannot Szwarc : Éric
- 1997 :  Le ciel est à nous de Graham Guit : Gérald
- 1998 :  En plein cœur de Pierre Jolivet : Kirouane
- 2012 : Les Invincibles de Frédéric Berthe
- 2015 :  Maryland de Alice Winocour : Hassin
- 2016 : Corniche Kennedy de Dominique Cabrera : Abder

### Télévision

#### Séries télévisées
- 2008 : Scalp : Mouss
- 2009 : Les Bleus, premiers pas dans la police : Père d'Abdel (saison 2, épisode 1)
- 2009 : Un flic : Slimane (saison 2, épisode 2)
- 2009-2022 : Plus belle la vie : Karim Fedala (saisons 5 à 17)
- 2010 :  RIS police scientifique : Gréviste 1 (saison 5, épisode 14)
- 2012 : Caïn : Monsieur Brahi (saison 1, épisode 7)
- 2012 : No Limit : Flic de la BAC (saison 1, épisode 2)
- 2014 : Jusqu'au dernier : Djamel
- 2014 : Duel au soleil : Imam Ben Chaadli (saison 1, épisode 6)
- 2014 : La Stagiaire : Youssef (saison 1)
- 2014 : Section de recherches : L'homme de la DCRI : (saison 8, épisode 11 : Haute tension)
- 2015 : Une chance de trop : Major Amzaoui (6 épisodes)
- 2016 : Tandem : l’ambulancier (saison 1, épisode 2)
- 2025 : Bellefond, saison 3, épisode Le prix de la vie. Rôle : Moussa[5].

#### Téléfilms
- 1996 : Pigeon volé : Le garçon de café
- 1996 : Balade en ville : Nordine
- 1999 : Sam : Karim
- 2003 : Le porteur de cartable : Nasser
- 2016 : Après moi le bonheur de Nicolas Cuche
- 2020 : Un mauvais garçon de Xavier Durringer
- 2022 : Sept mariages pour un enterrement de Pascal Heylbroeck
- 2025 : Ness et Rayan de Julie Manoukian : Monsieur Benami